# Revista Illustrada
La Revista Ilustrada fue una publicación satírica, política, abolicionista y republicana brasileña fundada en Río de Janeiro por el ítalo-brasileño. Angelo Agostini que circuló entre 1876 y 1898.
La revista tenía un tiraje semanal de cuatro mil ejemplares y retrataba de modo satírico los hechos ocurridos. La revista tuvo dos etapas:
- La primera bajo la dirección de Agostini que duró hasta la proclamación de la República (1889), cuando el artista, al igual que el Emperador, abandonó el país.[2][3]
- La segunda, bajo la dirección del caricaturista Pereira Neto, donde funcionó de forma intermitente. El regreso de Agostini, en 1895 lo llevó a ser sólo un funcionario. La revista desaparecería poco tiempo después.[2]

La revista no tenía patrocinadores ni publicaba anuncios por lo que, sobre todo en su primera etapa, subsistía sólo con la venta de los ejemplares. Eso, que garantizaba su independencia y libertad editorial es una de las explicaciones de su éxito aunado al hecho de que abordaba los hechos en un lenguaje accesible.